# Коста, Исаак да
Исаак да Коста (нидерл. Isaäc da Costa, 1798—1860) — нидерландский богослов, писатель

 и поэт.

## Биография
Исаак да Коста родился 14 января 1798 года в городе Амстердаме; принадлежал к происходившей из Португалии еврейской купеческой семье. Отец его, Даниил Коста, был родственником Уриеля Акосты и занимал в качестве коммерсанта видное положение в Амстердаме; его мать, урожденная Рикардо, была близкой родственницей знаменитого политико-эконома Давида Рикардо. Как единственный сын, получил хорошее воспитание и готовился изначально к юридической карьере. 
Перейдя в возрасте 24-х лет в христианство, Коста сделался горячим апологетом новой своей религии; его сочинения примечательны по глубокому религиозному чувству и патриотизму автора. Своей страстной брошюрой: «Bezwaren fegen den geest der ecuw» (1823 год) стал инициатором так называемого «пробуждения» и основателем существовавшей в первой половине XIX века Нидерландах политически-религиозной антиреволюционной партии. 
Как поэт, он признается многими литературоведами за одного из лучших учеников Виллема Бильдердейка с которым его связывала тесная дружба и который повлиял и на решение Косты сменить веру, тем не менее, в противоположность большинству крещеных иудеев, он до конца своей жизни интересовался судьбой евреев и в особенности еврейской историей. 
Свои первые шаги на литературном поприще Исаак да Коста сделал начав с переводов Эсхиловых «Прометея» (1820) и «Персов» (1816) и трагедии «Alphonsus I» (1818). Стихотворения его вышли в свет в 1821 и 1822 гг.; в 1840 году он издал большое политико-историческое стихотворение «Vijfentwintig jaren», за которыми последовали многие другие. 
Одним из лучших его произведений является поэма «Hagar» написанная в 1847 году и его лебединая песня: «De slag bij Nieuwpoort» (1859 год), где он воспевает боровшихся за свободу религии жителей Голландии. 
Помимо этого, Исаак да Коста написал жизнеописание Виллема Бильдердейка (1859 год) и исторический труд: «Israel en de volken» (1848—49, немецкий перевод вышел во Франкфурте-на-Майне в 1855 году). В своих теологических трудах Да Коста боролся («Over de Eenheid en over Ensteemming der Evangelien», 1840) против свободомыслящих историков церкви, отрицающих единство в составе Евангелия (Баур и др.), и полемизировал против некоторых евреев («Israel en de Volken», 1849). 
Исаак да Коста умер 28 апреля 1860 года в родном городе.
Посмертное собрание его стихотворений издал J. Р. Hasebroek (Гарлем, 1861—62), его письма — Грен-ван-Пинстерер (Амстердам, 1872—1876).